# Pedrocortesella obesa
Pedrocortesella obesa är en kvalsterart som beskrevs av Hunt 1996. Pedrocortesella obesa ingår i släktet Pedrocortesella och familjen Licnodamaeidae. Inga underarter finns listade i Catalogue of Life.